# Wilmington, South Australia
Wilmington är en ort i Australien. Den ligger i regionen Mount Remarkable och delstaten South Australia, omkring 260 kilometer norr om delstatshuvudstaden Adelaide. Antalet invånare är 628.
Trakten runt Wilmington är nära nog obefolkad, med mindre än två invånare per kvadratkilometer.. Det finns inga andra samhällen i närheten.
Trakten runt Wilmington består till största delen av jordbruksmark. Genomsnittlig årsnederbörd är 407 millimeter. Den regnigaste månaden är maj, med i genomsnitt 62 mm nederbörd, och den torraste är oktober, med 9 mm nederbörd.